# All About Love (film, 2005)
Pour plus de détails, voir Fiche technique et Distribution.
All About Love (再說一次我愛你, Tsoi suet yuk chi ngo oi nei) est une comédie romantique hongkongaise écrite et réalisée par Daniel Yu et Lee Kung-lok et sortie en 2005 en Asie.
Elle totalise 1,47 million $ de recettes au box-office.

## Synopsis
Ko (Andy Lau) est un médecin qui travaille dur et qui a peu de temps à passer avec sa femme (Charlene Choi). Quand elle meurt dans un accident de voiture, son cœur est transplanté dans une autre femme, Tse Yuen Sam (Charlie Yeung). Ko change ensuite de carrière et devient ambulancier paramédical. Une nuit, alors qu'il est de garde dans une ambulance, il assiste à un accident de la route impliquant Sam. Il découvre qu'elle avait reçu le cœur de sa femme et que son mari Derek (également joué par Lau) l'a quittée. Il décide alors d'utiliser leur ressemblance pour se faire pardonner de la manière dont Derek et lui ont traité leurs épouses.

## Fiche technique
- Titre original : 再說一次我愛你
- Titre international : All About Love
- Réalisation : Daniel Yu et Lee Kung-lok
- Scénario : Daniel Yu et Lee Kung-lok
- Société de production : Focus Films et October Pictures
- Société de distribution : Focus Films
- Pays d'origine :  Hong Kong
- Langue originale : cantonais
- Format : couleur
- Genre : comédie romantique
- Durée : 102 minutes
- Dates de sortie :
  - Chine et Hong Kong : 20 octobre 2005
  - Singapour : 27 octobre 2005
  - Japon : 12 août 2006

## Distribution
- Andy Lau : Ko/Derek
- Charlie Yeung : Tse Yuen Sam
- Charlene Choi : Zi Qing
- Lam Suet : un collègue de Ko
- Benz Hui : le père de Ko
- Anthony Wong : un chirurgien cardiaque
- Sasha Hou
- Andrew Lin
- Gigi Wong
- Joe Cheung